# Číměř (okres Třebíč)
Číměř (německy Czimiersch, Tschimiersch) je obec v okrese Třebíč v jihovýchodní části Kraje Vysočina, ležící asi 5 km východně od města Třebíče. Nadmořská výška obce je 450 metrů. Obec patří do správního obvodu obce s rozšířenou působností Třebíč. Žije zde 227 obyvatel. První zmínka o obci pochází z roku 1465. V katastru obce se nacházejí samoty Čermákův a Jirkasův mlýn.
Sousedními obcemi sídla jsou Vladislav, Koněšín a Třebenice.

## Geografie
Číměří prochází ze severu k jihu silnice II/401 z Vladislavi do Dolních Vilémovic, západně ze zastavěného území obce vychází silnice do Střížova, po západní hranici území obce vede silnice ze silnice II/401 do Střížova. Ze severu na jih pak vede z Vladislavi podél západní hranice území obce cyklostezka 5107, dále pak cyklostezka vede do zastavěného území obce a pak dál nad údolím Jihlavy. Ze severu na jih pak údolím řeky Jihlavy vede červená turistická stezka. 
Většina území obce je využíváno zemědělsky, zalesněné jsou jen svahy nad údolím řeky Jihlavy.
Východní hranici území obce tvoří řeka Jihlava a počínající vodní nádrž Dalešice. Do Jihlavy se vlévá několik nepojmenovaných potoků, jež odvodňují území obce. Část jižní hranice území obce je tvořena údolím Číměřského potoka, ten se pak také vlévá do Jihlavy. 
Obec je v podstatě rovinatá, na severním, západním a jižním okraji však ohraničená hlubokým údolím řeky Jihlavy, řeka Jihlava protéká přibližně v nadmořské výšce 375 metrů nad mořem, roviny u zastavěné části obce dosahují nadmořské výšky okolo 450 metrů nad mořem. Jižně od zastavěného území obce se nachází Beranovský kopec (463 m) a jižně od hranice území obce se nachází kopec Kozí hlava (492 m).
Zastavěné území obce se nachází na severovýchodním okraji území obce, na východním okraji území obce se pak nachází Čermákův mlýn, jižněji pak i Jirkasův mlýn. Těsně za severní hranicí se už nachází první domy patřící do Vladislavi.

## Historie
V pravěku území vesnice nebylo osídleno, v době neolitu nebo eneolitu se území považuje za drobně osídlené. První písemná zmínka o obci pochází z roku 1115, kdy byla obec zmíněna v Kosmově kronice. V tu dobu byla vesnice věnována třebíčskému klášteru Litoldem Znojemským. Až v roce 1464 a 1466 byla zmíněna obec v Půhonných knihách. V roce 1491 je pak zmíněna osada Čimíř, v roce 1492 pak byla ves prodána Hynkem z Popůvek Markvartovi z Královic. V roce 1505 pak byl prodán mlýn pod Číměřem Matiášovi z Vyškovce. Vesnice je posléze zmíněna i v roce 1556, kdy patřila do majetku kláštera v Třebíči, který spadal pod majetky Vratislava z Pernštejna.
Vratislav pak v roce 1558 prodal vesnici Burianovi Osovskému z Doubravice. Posléze je obec zmiňována jako Czemerž, Czimierž, Czimierz, Czimeř nebo jako Czimiersch či Číměř. V majetku třebíčského kláštera pak obec zůstala až do správních reforem v roce 1848.
V roce 2023 Číměř přestavěla pozemky bývalého zemědělského družstva na stavební parcely pro nové rodinné domy.
V roce 2018 získala obec ocenění v soutěži Vesnice Vysočiny 2018, konkrétně obdržela Zelenou stuhu za péči o zeleň a životní prostředí. V roce 2019 získala obec ocenění v soutěži Vesnice Vysočiny 2019, konkrétně obdržela Diplom za práci s mladými čtenáři. V roce 2022 získala obec Bílou stuhu za činnost mládeže v soutěži Vesnice Vysočiny 2022.
Do roku 1849 patřila Číměř do třebíčského panství, od roku 1850 patřil do okresu Jihlava, pak od roku 1855 do okresu Třebíč. Mezi lety 1850 a 1925 patřila Číměř pod Střižov a mezi lety 1976 a 1990 byla obec začleněna pod Vladislav, následně se obec osamostatnila.
| Rok            | 1869 | 1880 | 1890 | 1900 | 1910 | 1921 | 1930 | 1950 | 1961 | 1970 | 1980 | 1991 | 2001 | 2011 | 2021 |
| -------------- | ---- | ---- | ---- | ---- | ---- | ---- | ---- | ---- | ---- | ---- | ---- | ---- | ---- | ---- | ---- |
| Počet obyvatel | 192  | 196  | 184  | 191  | 189  | 213  | 218  | 176  | 171  | 217  | 210  | 214  | 215  | 215  | 191  |
| Počet domů     | 30   | 32   | 33   | 33   | 33   | 35   | 37   | 60   | 42   | 47   | 46   | 54   | 57   | 62   | 64   |

## Politika

### Dvořáci v obci
- od roku 1556 jím byl Matúš Droba
- od roku 1573 jím byl Vondra Drobů
- od roku 1629 jím byl Vítek Dvořák
- od roku 1654 jím byl Jan Páral

### Volby do Poslanecké sněmovny
|       | 2006                | 2010                | 2013                | 2017                | 2021                  |
| ----- | ------------------- | ------------------- | ------------------- | ------------------- | --------------------- |
| 1.    | ČSSD (41,86 %)      | ČSSD (22,04 %)      | ANO 2011 (19,84 %)  | ANO (43,69 %)       | ANO (29,85 %)         |
| 2.    | KDU-ČSL (24,8 %)    | VV (21,25 %)        | KSČM (18,25 %)      | KDU-ČSL (11,76 %)   | SPOLU (27,61 %)       |
| 3.    | ODS (14,72 %)       | KDU-ČSL (18,89 %)   | ČSSD (17,46 %)      | KSČM (10,92 %)      | Piráti+STAN (15,67 %) |
| účast | 77,25 % (129 z 167) | 73,99 % (128 z 173) | 72,16 % (127 z 176) | 73,01 % (119 z 163) | 78,95 % (135 z 171)   |

### Volby do krajského zastupitelstva
|      | 1.                 | 2.                       | 3.                    | účast              |
| ---- | ------------------ | ------------------------ | --------------------- | ------------------ |
| 2000 | 4KOALICE (43,93 %) | SV (19,69 %)             | KSČM (15,15 %)        | 43,37 % (72 z 166) |
| 2004 | KDU-ČSL (33,84 %)  | ČSSD (20 %)              | ODS (15,38 %)         | 38,46 % (65 z 169) |
| 2008 | ČSSD (37,77 %)     | KDU-ČSL (18,88 %)        | KSČM (17,77 %)        | 53,22 % (91 z 171) |
| 2012 | KSČM (24,67 %)     | KDU-ČSL (23,37 %)        | ČSSD (19,48 %)        | 46,63 % (83 z 178) |
| 2016 | STO (25,67 %)      | ANO 2011 (18,91 %)       | KDU-ČSL (17,56 %)     | 45,24 % (76 z 168) |
| 2020 | Piráti (20,22 %)   | STAN+SNK ED (20,22 %)    | ANO (20,22 %)         | 53,94 % (89 z 165) |
| 2024 | ANO (37,07 %)      | ODS+TOP 09+STO (17,97 %) | STAN+SNK ED (16,85 %) | 51,98 % (92 z 177) |

### Prezidentské volby
V prvním kole prezidentských voleb v roce 2013 první místo obsadil Miloš Zeman (40 hlasů), druhé místo obsadil Karel Schwarzenberg (27 hlasů) a třetí místo obsadil Jan Fischer (22 hlasů). Volební účast byla 81,25 %, tj. 143 ze 176 oprávněných voličů. V druhém kole prezidentských voleb v roce 2013 první místo obsadil Miloš Zeman (84 hlasů) a druhé místo obsadil Karel Schwarzenberg (47 hlasů). Volební účast byla 74,86 %, tj. 131 ze 175 oprávněných voličů.
V prvním kole prezidentských voleb v roce 2018 první místo obsadil Miloš Zeman (49 hlasů), druhé místo obsadil Jiří Drahoš (28 hlasů) a třetí místo obsadil Michal Horáček (14 hlasů). Volební účast byla 73,17 %, tj. 120 ze 164 oprávněných voličů. V druhém kole prezidentských voleb v roce 2018 první místo obsadil Miloš Zeman (74 hlasů) a druhé místo obsadil Jiří Drahoš (59 hlasů). Volební účast byla 80,61 %, tj. 133 ze 165 oprávněných voličů.
V prvním kole prezidentských voleb v roce 2023 první místo obsadil Andrej Babiš (48 hlasů), druhé místo obsadil Petr Pavel (40 hlasů) a třetí místo obsadila Danuše Nerudová (25 hlasů). Volební účast byla 84,57 %, tj. 148 ze 175 oprávněných voličů. V druhém kole prezidentských voleb v roce 2023 první místo obsadil Petr Pavel (83 hlasů) a druhé místo obsadil Andrej Babiš (55 hlasů). Volební účast byla 77,97 %, tj. 138 ze 177 oprávněných voličů.

## Zajímavosti a pamětihodnosti
- Kaple Nejsvětějšího srdce Páně
- Kříž
- 16. poledník, jeho památníkem je od roku 2021 lavička na místním hřišti[31]